# Надым (река)
Нады́м — река на севере Западной Сибири. В основном протекает по Надымскому району ЯНАО, а её исток находится в Белоярском районе ХМАО. Впадает в Обскую губу Карского моря. Длина реки — 545 км, площадь водосборного бассейна — 64 000 км². Средний многолетний годовой расход воды — 590 м³/с. На реке расположен одноимённый город.

## География
Топоним происходит от ненецкого «неидэм» — «топи, болотистая местность», что хорошо отражает особенности надымского поречья.
Надым берёт начало в озере Нумто на возвышенности Сибирские Увалы в Белоярском районе Ханты-Мансийского автономного округа на высоте 106 метров над уровнем моря. Протекает по территории Надымского района. Река течёт сначала на северо-северо-восток, а затем после впадения справа речки Большая Хуху поворачивает на северо-северо-запад. Протекает по таёжной и лесотундровой зонам. В устье, при впадении в Обскую губу, Надым образует большую заболоченную дельту, разветвляясь на несколько рукавов.
В бассейне реки множество водотоков, озёр и болот. Общее количество рек, ручьёв и проток более 2800, из них свыше 2300 имеют длину менее 10 км. Рек длиной от 50 до 100 км насчитывается всего 54, от 100 км и более — только 16. Главные притоки: левые — Левая Хетта, Хейгияха, Ярудей, правые — Татляхаяха, Симиёган, Танлова, Правая Хетта, Большой Ярудей.
Озёрность речного бассейна достигает 8,7 %. Общее число озёр — 44,8 тыс. Их общая площадь достигает 5570 км². Однако большинство из них, 98,5 %, имеют площадь менее 1 км². Озёр площадью свыше 10 км² только пять: Нумто, Аркаяхтлато, Сымпатото, Понитояй и Куйкуто.

## Гидрология
Питание на 54 % снеговое. Половодье, растягивающееся в разные годы от конца апреля до начала августа, отличается достаточно высоким и быстрым подъёмом уровня воды и сравнительно медленным спадом. Средняя продолжительность половодья — 60-70 дней. Наименьшая, в верховьях, — около 45 дней, наибольшая — свыше 90 дней. Высший уровень воды наблюдается в нижнем течении чаще всего в конце мая — начале июня. При осеннем ледоходе в отдельные годы также отмечается повышение уровня воды в среднем на 50-70 см. В период ледостава уровень воды в реке устойчив. Диапазон многолетних колебаний уровня воды возле города Надым превышает 5,8 м. Средняя годовая амплитуда уровня составляет 3,6 — 3,7 м.
В нижнем течении реки на расстоянии свыше 50 км от устья периодически наблюдаются существенные ветровые нагоны из Обской губы, во время которых уровень воды повышается на 1 м и более. Наблюдаются и сгоны, хотя и не столь значительные.
Самый многоводный месяц на Надыме — июнь: на него приходится треть всего годового стока. Самый маловодный — март (только 2,7 % от годового уровня).
В июле температура воды повышается до 13-20 градусов выше нуля. Самая высокая температура отмечалась в 1966 году и составила тогда 24,2 °C.
Надым замерзает обычно в середине октября. Средняя продолжительность ледостава составляет 225—230 дней. Средняя толщина льда в марте-апреле — 90 см. Вскрывается река только в конце мая, реже — в первой половине июня. Весенний ледоход продолжается, в среднем, 5 дней; осенний — неделю.
Минерализация воды низкая, хотя и заметно изменяется в зависимости от водности года. В половодье она обычно колеблется около 30-60 мг/л, а летом повышается в 2-4 раза. По химическому составу вода гидрокарбонатная, обычно слабокислая (рН = 6,4-6,9) и чрезвычайно мягкая (общая жёсткость — 0,25-1,0 мг-экв/л). В нижнем течении, начиная от города Надым, река достаточно сильно загрязнена веществами органического и минерального происхождения, прежде всего, нефтепродуктами и фенолами.

## Притоки
(указано расстояние от устья)
- 6 км: водоток протока Хоровая
- 47 км: река Пинталоха
- 55 км: водоток протока Неросавэй
- 61 км: водоток протока Ходы-Яха
- 88 км: река Хойяха
- 89 км: река Нгарка-Вэлояха
- 97 км: водоток протока Хамби-Яха
- 99 км: река Чирча
- 117 км: река Ты-Яха
- 131 км: река Хейгияха
- 137 км: река без названия
- 153 км: река Правая Хетта
- 161 км: река Левая Хетта
- 161 км: река Хадыяха
- 163 км: водоток протока без названия
- 191 км: река без названия
- 196 км: река Малая Хуху
- 198 км: река Большая Хуху
- 205 км: река Тыдэотта
- 216 км: река Танлова
- 222 км: река Вэнаяха
- 231 км: река без названия
- 239 км: водоток протока без названия
- 243 км: водоток протока без названия
- 255 км: река без названия
- 256 км: река Нгатулава
- 262 км: река Анундолва
- 283 км: река Пайсятта
- 290 км: река Сармикъяха
- 299 км: река Ед-Яха
- 307 км: река без названия
- 314 км: река без названия
- 317 км: река без названия
- 326 км: река без названия
- 336 км: река без названия
- 349 км: река без названия
- 353 км: река Сюты-Пой-Яхч
- 367 км: река без названия
- 385 км: река без названия
- 389 км: река без названия
- 400 км: река Симиёган
- 402 км: река без названия
- 412 км: река без названия
- 421 км: река Витют
- 429 км: река Ай-Витют
- 433 км: река без названия
- 434 км: река Татляхаяха
- 437 км: река Етуёган
- 456 км: река Лангаёган
- 459 км: река Неклейяха
- 463 км: река без названия
- 466 км: река Тансуяха
- 484 км: река без названия
- 493 км: река Инучины
- 495 км: река Каторыяха
- 507 км: река Айнадым
- 514 км: река без названия

## Хозяйственное использование
Река судоходна в нижнем течении от города Надым до устья на протяжении 105 км.
Несмотря на большую протяжённость и величину Надыма, его берега мало обитаемы, если не считать кочевых хозяйств. Единственные постоянные населённые пункты — город Надым в нижнем течении (по обоим берегам) и посёлок Хоровая в устье реки. В районе Надыма к реке с правого берега вплотную подходит железная дорога (конечная станция Старый Надым). Здесь же проходит автомобильная дорога регионального значения. Мост через реку Надым был открыт в сентябре 2015 г. Южнее Надыма реку по дну пересекает 17 веток магистральных газопроводов — львиная доля всех трубопроводов, соединяющих газовые месторождения Ямала с Европейской частью России.
К востоку от бассейна Надыма располагаются крупнейшие разрабатываемые сегодня в России месторождения природного газа, газового конденсата и нефти. Однако вблизи самой реки разведанных месторождений мало. Крупнейшее из них — Пензитское нефтяное месторождение, разработка которого пока не началась.